# Ochi
Ochi (越知町?) è una cittadina giapponese della prefettura di Kōchi.